# Unione Sportiva Pistoiese 1983-1984
Questa voce raccoglie le informazioni riguardanti l'Unione Sportiva Pistoiese nelle competizioni ufficiali della stagione 1983-1984.

## Divise e sponsor
| Casa | Trasferta |

## Rosa
| N. |                   | Ruolo | Calciatore          |
| -- | ----------------- | ----- | ------------------- |
| 12 | Italia (bandiera) | P     | Valerio Giuliano    |
|    | Italia (bandiera) | C     | Daniele Bernazzani  |
|    | Italia (bandiera) | D     | Fabrizio Berni      |
|    | Italia (bandiera) | C     | Luigi Biagi         |
|    | Italia (bandiera) | P     | Guido Bistazzoni    |
|    | Italia (bandiera) | D     | Sergio Borgo        |
|    | Italia (bandiera) | C     | Alberto Butelli     |
|    | Italia (bandiera) | D     | Roberto Chiti       |
|    | Italia (bandiera) | C     | Michele De Nadai    |
|    | Italia (bandiera) | A     | Oliviero Di Stefano |
|    | Italia (bandiera) | A     | Salvatore Garritano |
|    | Italia (bandiera) | C     | Pier Luigi Giani    |

| N. |                   | Ruolo | Calciatore         |
| -- | ----------------- | ----- | ------------------ |
|    | Italia (bandiera) | C     | Giannino Giannini  |
|    | Italia (bandiera) | P     | Marcello Grassi    |
|    | Italia (bandiera) | D     | Franco Guaglianone |
|    | Italia (bandiera) | C     | Agostino Iacobelli |
|    | Italia (bandiera) | D     | Davide Lucarelli   |
|    | Italia (bandiera) | C     | Tiziano Manfrin    |
|    | Italia (bandiera) | C     | Roberto Onorati    |
|    | Italia (bandiera) | D     | Roberto Parlanti   |
|    | Italia (bandiera) | C     | Paolo Perugi       |
|    | Italia (bandiera) | A     | Roberto Russo      |
|    | Italia (bandiera) | D     | Alessio Tendi      |

## Risultati

### Serie B

#### Girone di andata
| 11 settembre 1983 1ª giornata | Catanzaro | 0 – 0 | Pistoiese |  |

| 18 settembre 1983 2ª giornata | Pistoiese | 1 – 0 | Cagliari |  |

| 25 settembre 1983 3ª giornata | Campobasso | 2 – 1 | Pistoiese |  |

| 2 ottobre 1983 4ª giornata | Pistoiese | 1 – 0 | Lecce |  |

| 9 ottobre 1983 5ª giornata | Triestina | 1 – 0 | Pistoiese |  |

| 16 ottobre 1983 6ª giornata | Pistoiese | 3 – 1 | Padova |  |

| 23 ottobre 1983 7ª giornata | Como | 1 – 0 | Pistoiese |  |

| 30 ottobre 1983 8ª giornata | Pistoiese | 0 – 1 | Arezzo |  |

| 6 novembre 1983 9ª giornata | Palermo | 2 – 0 | Pistoiese |  |

| 13 novembre 1983 10ª giornata | Pescara | 2 – 0 | Pistoiese |  |

| 20 novembre 1983 11ª giornata | Pistoiese | 1 – 1 | Varese |  |

| 27 novembre 1983 12ª giornata | Atalanta | 4 – 0 | Pistoiese |  |

| 4 dicembre 1983 13ª giornata | Pistoiese | 1 – 0 | Empoli |  |

| 11 dicembre 1983 14ª giornata | Pistoiese | 1 – 0 | Perugia |  |

| 18 dicembre 1983 15ª giornata | Cesena | 1 – 0 | Pistoiese |  |

| 31 dicembre 1983 16ª giornata | Pistoiese | 0 – 1 | Cremonese |  |

| 18 ottobre 1959 17ª giornata | Simmenthal-Monza | 1 – 0 | Pistoiese |  |

| 15 gennaio 1984 18ª giornata | Pistoiese | 1 – 1 | Sambenedettese |  |

| 22 gennaio 1984 19ª giornata | Cavese | 1 – 0 | Pistoiese |  |

#### Girone di ritorno
| 29 gennaio 1984 20ª giornata | Pistoiese | 2 – 1 | Catanzaro |  |

| 5 febbraio 1984 21ª giornata | Cagliari | 0 – 1 | Pistoiese |  |

| 12 febbraio 1984 22ª giornata | Pistoiese | 0 – 0 | Campobasso |  |

| 26 febbraio 1984 23ª giornata | Lecce | 1 – 0 | Pistoiese |  |

| 4 marzo 1984 24ª giornata | Pistoiese | 3 – 1 | Triestina |  |

| 11 marzo 1984 25ª giornata | Padova | 1 – 0 | Pistoiese |  |

| 18 marzo 1984 26ª giornata | Pistoiese | 1 – 1 | Como |  |

| 25 marzo 1984 27ª giornata | Arezzo | 1 – 1 | Pistoiese |  |

| 1º aprile 1984 28ª giornata | Pistoiese | 1 – 0 | Palermo |  |

| 8 aprile 1984 29ª giornata | Pistoiese | 2 – 0 | Pescara |  |

| 15 aprile 1984 30ª giornata | Varese | 1 – 0 | Pistoiese |  |

| 21 aprile 1984 31ª giornata | Pistoiese | 1 – 1 | Atalanta |  |

| 29 aprile 1984 32ª giornata | Empoli | 1 – 0 | Pistoiese |  |

| 6 maggio 1984 33ª giornata | Perugia | 0 – 0 | Pistoiese |  |

| 13 maggio 1984 34ª giornata | Pistoiese | 0 – 0 | Cesena |  |

| 20 maggio 1984 35ª giornata | Cremonese | 3 – 1 | Pistoiese |  |

| 27 maggio 1984 36ª giornata | Pistoiese | 1 – 0 | Monza |  |

| 3 giugno 1984 37ª giornata | Sambenedettese | 1 – 1 | Pistoiese |  |

| 10 giugno 1984 38ª giornata | Pistoiese | 2 – 1 | Cavese |  |